# Ghanzi
Ghanzi er en by i den vestlige del af Botswana med et indbyggertal (pr. 2001) på cirka 11.000. Byen er hovedstad i et distrikt af samme navn.